# 罪色の環 -リジャッジメント-
『罪色の環 -リジャッジメント-』（つみいろのわ リジャッジメント）は仁科裕貴の処女作。裁判をテーマに死刑制度や冤罪などの問題に深く切り込んだサスペンス小説。